# Grullos
Grullos es una parroquia del concejo de Candamo, en el Principado de Asturias (España). Alberga una población de 194 habitantes (INE 2023). Ocupa una extensión de 3,89 km².
Está situada en la zona central del concejo. Limita al norte con la parroquia de El valle; al noreste con la de Llamero; al este y sureste con la de Murias; al sur con la de Prahúa y al oeste con la de Aces -de ambas separadas por el río Nalón- y al noroeste con la San Román.
Ostenta la titularidad de la capital del concejo, y aquí está ubicado el edificio del ayuntamiento de Candamo.
La primera referencia documental sobre Grullos, aparece en un documento de venta, otorgado por Sancha Ordóñez, en 1155, a favor del conde Petrus Adelfonso.
Grullos no tiene una estructura urbana bien definida, mezclándose edificaciones que responden a distintas épocas y estilos, entre las que destacan casonas centenarias, hórreos y paneras, casas de indianos, etc. y modernas construcciones que conservan la esencia rural.
El edificio del ayuntamiento fue construido a finales del siglo XVIII, de estilo arte neoclásico. Sirvió de cuartel a las tropas francesas de Napoleón durante la Guerra de la Independencia Española. Destacan en él sus proporciones, con dos cuerpos de dos pisos unidos por otro central con arcos de piedra en la parte baja y balcón en el piso alto.
La iglesia parroquial, dedicada a Santa María, dato de 1795 según la inscripción que aparece en la fachada. De una sola nave con ábside rectangular abovedado, portada de arco de medio punto y pórtico exterior con rejería, añadido después de la guerra civil española.
Unos metros más abajo, en una espaciosa finca cercada por un muro, se encuentra el palacio que perteneció a la familia Cañedo. En enero de 1760 nació en él Alonso Cañedo y Vigil, obispo, historiador y diputado en las Cortes de Cádiz. El palacio, que conserva el escudo familiar, está formado por varios cuerpos, disponiendo el principal de planta baja y dos pisos, con balcón en el primero y galería corrida por toda la fachada. El conjunto se completa con una pequeña torre, capilla que servía para los enterramientos familiares, panera y establo.

## Poblaciones
Según el nomenclátor de 2023 la parroquia está formada por una única población:
- Grullos (lugar): 194 habitantes.